# 2000-es Formula–1 francia nagydíj
A francia nagydíj volt a 2000-es Formula–1 világbajnokság kilencedik futama.

## Futam
A verseny 40 fokos hőségben zajlott le. A Peugeot új motorral indult, a Ferrarit pedig a levegőhűtést jobban elősegítő "kéménnyel" látták el. Franciaországban a dohányreklámozási tilalmak miatt a McLareneken Mika és David feliratok voltak láthatóak. Rajtsorrend a következő volt: M. Schumacher, Coulthard, Barrichello, Häkkinen, R. Schumacher, Irvine. Coulthardnak a 40. körben sikerült átvennie a vezetést. Hakkinennek a már motorbajokkal küszködő M. Schumachert csak az 59. körben sikerült megelőznie. Az előzés után Schumi a fűre gurította autóját.
|     | Rsz. | Versenyző             | Csapat             | Körök | Idő/Kiesések | Start | Pontok |
| --- | ---- | --------------------- | ------------------ | ----- | ------------ | ----- | ------ |
| 1   | 2    | David Coulthard       | McLaren-Mercedes   | 72    | 38:06.4      | 2     | 10     |
| 2   | 1    | Mika Häkkinen         | McLaren-Mercedes   | 72    | 14.748       | 4     | 6      |
| 3   | 4    | Rubens Barrichello    | Ferrari            | 72    | 32.409       | 3     | 4      |
| 4   | 22   | Jacques Villeneuve    | BAR-Honda          | 72    | +1:01.322    | 7     | 3      |
| 5   | 9    | Ralf Schumacher       | Williams-BMW       | 72    | +1:03.981    | 5     | 2      |
| 6   | 6    | Jarno Trulli          | Jordan-Mugen-Honda | 72    | +1:15.605    | 9     | 1      |
| 7   | 5    | Heinz-Harald Frentzen | Jordan-Mugen-Honda | 71    | +1 Kör       | 8     |        |
| 8   | 10   | Jenson Button         | Williams-BMW       | 71    | +1 Kör       | 10    |        |
| 9   | 11   | Giancarlo Fisichella  | Benetton-Playlife  | 71    | +1 Kör       | 14    |        |
| 10  | 17   | Mika Salo             | Sauber-Petronas    | 71    | +1 Kör       | 12    |        |
| 11  | 16   | Pedro Diniz           | Sauber-Petronas    | 71    | +1 Kör       | 15    |        |
| 12  | 15   | Nick Heidfeld         | Prost-Peugeot      | 71    | +1 Kör       | 16    |        |
| 13  | 7    | Eddie Irvine          | Jaguar-Cosworth    | 70    | +2 Kör       | 6     |        |
| 14  | 14   | Jean Alesi            | Prost-Peugeot      | 70    | +2 Kör       | 18    |        |
| 15  | 20   | Marc Gené             | Minardi-Fondmetal  | 70    | +2 Kör       | 21    |        |
| Ki  | 3    | Michael Schumacher    | Ferrari            | 58    | Motor        | 1     |        |
| Ki  | 18   | Pedro de la Rosa      | Arrows-Supertec    | 45    | Erőátvitel   | 13    |        |
| Ret | 12   | Alexander Wurz        | Benetton-Playlife  | 34    | Kicsúszás    | 17    |        |
| Ki  | 21   | Gaston Mazzacane      | Minardi-Fondmetal  | 31    | Kicsúszás    | 22    |        |
| Ki  | 19   | Jos Verstappen        | Arrows-Supertec    | 25    | Erőátvitel   | 20    |        |
| Ki  | 8    | Johnny Herbert        | Jaguar-Cosworth    | 20    | Váltó        | 11    |        |
| Ki  | 23   | Ricardo Zonta         | BAR-Honda          | 16    | Kicsúszás    | 19    |        |

## A világbajnokság élmezőnyének állása a verseny után
| H  | Versenyzők           | Pont | H  | Konstruktőrök      | Pont |
| -- | -------------------- | ---- | -- | ------------------ | ---- |
| 1. | Michael Schumacher   | 56   | 1. | Ferrari            | 88   |
| 2. | David Coulthard      | 44   | 2. | McLaren-Mercedes   | 82   |
| 3. | Mika Häkkinen        | 38   | 3. | Benetton-Playlife  | 18   |
| 4. | Rubens Barrichello   | 32   | 4. | Williams-BMW       | 17   |
| 5. | Giancarlo Fisichella | 18   | 5. | Jordan-Mugen-Honda | 11   |

## Statisztikák
Vezető helyen:
- Michael Schumacher: 38 (1-24 / 26-39)
- David Coulthard: 34 (25 / 40-72)

David Coulthard 9. futamgyőzelme, 12. leggyorsabb köre, Michael Schumacher 27. pole-pozíciója.
- McLaren 127, 3. idei kettős győzelme.

- Villeneuve hat futam után szerzett ismét pontot.